# Ichneumon emancipatops
Ichneumon emancipatops är en stekelart som beskrevs av Heinrich 1978. Ichneumon emancipatops ingår i släktet Ichneumon och familjen brokparasitsteklar. Inga underarter finns listade i Catalogue of Life.